# Gerd Taube
Gerd Taube (* 17. Februar 1962 in Marienberg) ist ein deutscher Theaterwissenschaftler und Hochschullehrer. Bekannt wurde er besonders als Leiter des Kinder- und Jugendtheaterzentrums in der Bundesrepublik Deutschland. Er war Honorarprofessor am Institut für Jugendbuchforschung der Johann Wolfgang Goethe-Universität Frankfurt am Main und langjähriger Vorsitzender der Bundesvereinigung Kulturelle Kinder- und Jugendbildung. Zudem veröffentlicht er zu den Themen Puppen- und Figurentheater, Theater für junges Publikum, Junge Dramatik und Kulturelle Bildung.

## Leben und Schaffen
Gerd Taube studierte ab 1984 Theaterwissenschaften an der Humboldt-Universität zu Berlin und war dort zunächst als wissenschaftlicher Mitarbeiter tätig. Im Jahre 1989 wurde er Leitender Dramaturg und Stellvertreter des Intendanten am Städtischen Puppentheater Karl-Marx-Stadt/Chemnitz und wirkte dort an der Veränderung des Theaters in der Wendezeit mit, bis ihn 1993 der Berliner Kultursenator Ulrich Roloff-Momin nach Berlin holte, wo er Gründungsintendant des Puppen- und Figurentheaters Schaubude Berlin im historischen Gebäude des Puppentheaters in der Greifswalder Straße wurde. Ebenfalls 1993 wurde Taube am Fachbereich Kulturwissenschaften der Humboldt-Universität zu Berlin mit einer Arbeit über das „Puppenspiel als kulturhistorisches Phänomen“ zum Dr. phil. promoviert.
Im Jahre 1997 wechselte Taube nach Frankfurt am Main und war seitdem dort Leiter des Kinder- und Jugendtheaterzentrums in der Bundesrepublik Deutschland. In dieser Funktion war er zugleich Künstlerischer Leiter des Deutschen Kinder- und Jugendtheater-Treffens „Augenblick mal!“, das alle zwei Jahre in Berlin stattfindet, sowie Vorsitzender der Jury zur Vergabe des Deutschen Jugendtheaterpreises. Ab 1999 war Taube zudem Vorstandsmitglied der Bundesvereinigung Kulturelle Kinder- und Jugendbildung sowie von 2009 bis 2018 ihr Vorsitzender. Im März 2025 trat Gerd Taube in den Ruhestand.
Seit 1997 lehrte Taube am Institut für Jugendbuchforschung der Johann Wolfgang Goethe-Universität Frankfurt am Main, die ihm im Jahre 2014 den Titel eines Honorarprofessors verlieh. Auch in dieser Funktion trat er 2025 in den Ruhestand.

## Schriften
- Puppenspiel als kulturhistorisches Phänomen. Niemeyer, Tübingen 1995, ISBN 3-484-66014-7.
- Kinder spielen Theater. Schibri, Berlin 2007, ISBN 978-3-937895-26-0.
- 55 Monologe für Kinder- und Jugendtheater. Henschel, Leipzig 2008, ISBN 978-3-89487-586-2.
- Kulturelle Bildung für alle! kopaed, München 2013, ISBN 978-3-86736-340-2.
- Das Kinder- und Jugendtheaterzentrum in der Bundesrepublik Deutschland. Peter Lang, Frankfurt 2015, ISBN 978-3-631-66234-2.